# Unimix
L'Unimix è una farina arricchita di mais e soia, utilizzata da alcune organizzazioni umanitarie per combattere la malnutrizione. 
Contiene farina di mais, soia, olio, latte in polvere, zuccheri, vitamine e minerali. Un sacco contiene 25 kg di prodotto, e può sfamare tre persone per un mese. 
Nel suo uso più comune, il composto viene cotto nell'acqua per formare una zuppa, alla quale viene aggiunto qualsiasi altro tipo di cibo disponibile; ma può essere utilizzato anche come farina per fare il pane o altri cibi, a seconda delle usanze locali. Diverse organizzazioni umanitarie forniscono grandi quantità di Unimix alle popolazioni in difficoltà per combattere la malnutrizione: durante la crisi alimentare nel Niger, nel 2005, l'Unicef ha portato nel paese africano 206 tonnellate di Unimix.